# Заседа код Вијенца
Заседа код Вијенца догодила се 5. августа 1995. године током операције „Олуја“. У овом догађају, Војска Републике Српске (ВРС) извела је успешну заседу у којој је погинуо пуковник Изет Нанић, командант 505. витешке бужимске бригаде Армије Републике Босне и Херцеговине.

## Позадина
Почетком августа 1995. године, Армија РБиХ је покренула офанзиву на западнобосанском ратишту, у координацији са снагама Хрватске војске. Један од главних циљева био је спајање са хрватским јединицама код Двора на Уни.

## Заседа и погибија
Док се штабни део 505. бригаде кретао ка подручју Вијенца, јединица је упала у заседу коју је припремила ВРС. У изненадном нападу, погинуо је командант Изет Нанић, заједно са неколико пратилаца. Заседа је, према анализама и ратним документима, била добро припремљена и представља једну од ретких тактичких победа ВРС над елитним јединицама 5. корпуса у завршној фази рата.

## Последице
Губитак Изета Нанића оставио је дубоке последице на морал и командну структуру 505. бригаде. Он је постхумно унапређен у чин бригадног генерала. Упркос губитку, јединица је наставила своје дејства у оквиру офанзиве.